# Hiperlordoza

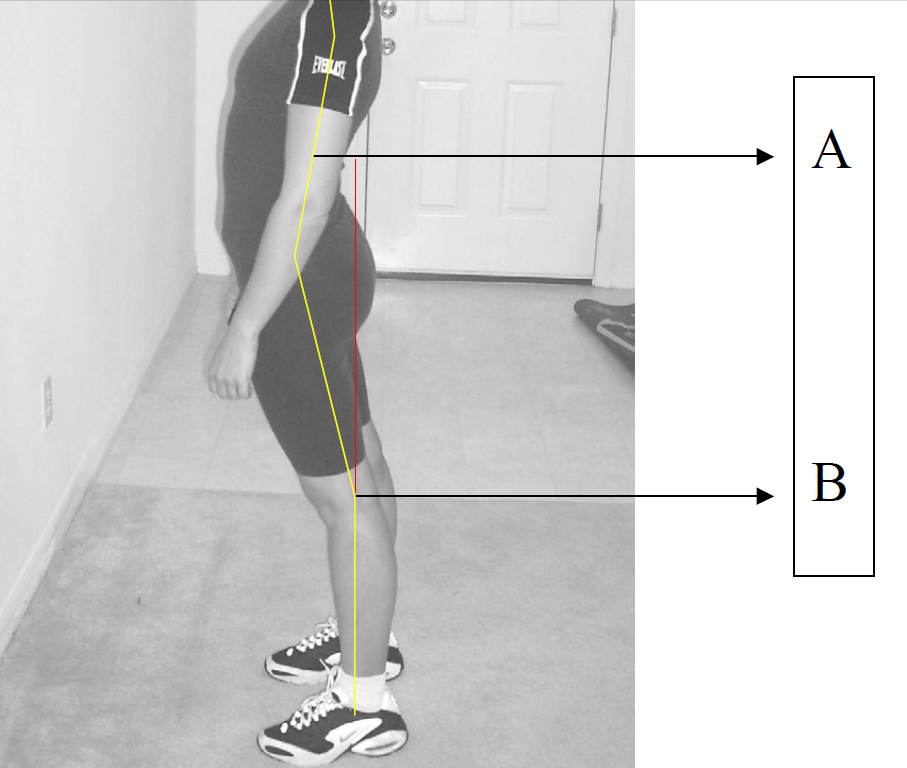
Hiperlordoza.
W prawidłowej postawie punkt A znajdowałby się dokładnie pionowo nad punktem B

Hiperlordoza – wada postawy charakteryzująca się nadmiernym wygięciem ku przodowi lędźwiowego odcinka kręgosłupa. Inne objawy to: wystający brzuch, uwypuklone pośladki oraz zwiększone przodopochylenie miednicy.
Osłabieniu i rozciągnięciu ulegają: mięśnie brzucha, mięsień pośladkowy wielki oraz mięsień kulszowo-goleniowy. Nadmiernie napięte i przykurczone są mięśnie prostownika grzbietu odcinka lędźwiowego, mięsień czworoboczny lędźwi, mięsień biodrowo-lędźwiowy oraz mięsień prosty uda.
Korekcja wady polega w pierwszej kolejności na uświadomieniu rodzicom i dziecku obecności i specyfiki wady oraz wyeliminowaniu czynników środowiskowych sprzyjających jej powstawaniu.
Dalsze postępowanie ma na celu zapewnienie prawidłowej ruchomości kostno-stawowo-mięśniowej, czyli w tym przypadku rozciągnięcie mięśni przykurczonych.
Następnie wprowadza się ćwiczenia wyrabiające w dziecku nawyk przyjmowania i utrzymywania postawy skorygowanej oraz ćwiczenia wzmacniające mięśnie osłabione.
W korekcji pleców wklęsłych niezwykle istotne i przydatne są również ćwiczenia rozluźniające i oddechowe oraz ćwiczenia korekcyjne w wodzie.